# King's Bounty: The Legend
King's Bounty: The Legend (russo: King's Bounty. Легенда о рыцаре) è un videogioco di ruolo/strategico a turni pubblicato da 1C Company nel 2008, che riprende le caratteristiche del King's Bounty sviluppato 18 anni prima dalla New World Computing, aggiungendo una moderna interfaccia e nuovi elementi di gameplay.
Un sequel, intitolato King Bounty: Armored Princess pubblicato nel 2009, aggiunge creature, boss e un nuovo eroe giocabile.

## Modalità di gioco
In King's Bounty: The Legend, il giocatore impersona un “cercatore di tesori reale” al servizio di Re Mark il Saggio. Dopo un breve tutorial presso la Scuola dei Cavalieri, il giocatore riceve alcune truppe ed è libero di affrontare le missioni come meglio crede. Il Re fornisce le quest principali, ma ci sono numerose missioni secondarie che possono essere completate in qualsiasi ordine si desideri.
Nei combattimenti si utilizzano fino a 5 squadroni alleati. Questi vanno da truppe ordinarie (come contadini o arcieri) fino a creature magiche (come grifoni o Ent) di 7 razze differenti (umani, elfi, nani, orchi, non-morti, demoni e neutrali) e possono variare nel numero. Le truppe vengono reclutate da varie posizioni nel gioco con un limite della capienza massima diversa per ogni unità e determinata dalla statistica “Leadership” del personaggio. L'eroe non combatte direttamente ma assiste le truppe alleate attraverso magie (incantesimi e pergamene), Spiriti della Rabbia e bonus passivi.
Ad eccezione dei combattimenti o di aree specifiche, gli eroi si muovono liberamente e in tempo reale per la mappa di gioco. Se il personaggio si avvicina troppo alle truppe nemiche, queste si muoveranno lentamente verso di lui dando vita al combattimento nel caso in cui raggiungessero l'avatar del giocatore. Tesori e altri oggetti possono essere raccolti portando l'eroe su di essi e nella stessa maniera si può interagire con le truppe e i personaggi non-ostili per fare acquisti o avviare una nuova missione.
King's Bounty permette di scegliere fra tre classi di personaggi presenti: guerriero, paladino e mago. Ogni classe si specializza in una dei tre rami di abilità, anche se è possibile optare per soluzioni miste. Assegnando le rune, ottenibili avanzando di livello o attraverso i tesori, i giocatori scelgono su quali abilità concentrarsi.

### Gestione risorse
La principale sfida di King's Bounty: The Legend è la gestione delle limitate risorse, di cui le principali sono oro, truppe e cristalli magici. La sconfitta significa la perdita di tutte le truppe che viaggiano con il giocatore. Queste possono essere sostituite solo spendendo una notevole quantità di oro, al fine di assumere un nuovo esercito.
In molti luoghi ci sono spesso alcuni gruppi di nemici molto potenti. Per sconfiggerli i giocatori devono, in genere, viaggiare in altre aree del gioco per recuperare oro, esperienza, e rune al fine di rendere il personaggio più potente e poterli sconfiggere.
Le diverse classi di personaggi gestiscono il problema delle risorse in modi diversi:
- Il Guerriero, grazie alle sue abilità di combattimento, combatte efficacemente con qualsiasi esercito, riducendo al minimo le perdite. Può anche utilizzare più spesso gli Spiriti della Rabbia, soprattutto quando le vittime sono elevate.
- Per un Mago, il tipo di truppe che comanda, è meno rilevante, in quanto egli si basa principalmente sul suo potere magico e sui suoi incantesimi. Il mago può minimizzare le perdite, potenziare le unità, o distruggere i nemici direttamente con la magia.
- Il Paladino eccelle nelle abilità mentali e quindi riceve una maggiore quantità di “Leadership”, oro ed esperienza, ed è spesso in grado di reclutare un piccolo numero di unità dalle file nemiche. Egli può anche aggiornare i preti in inquisitori, che possono contribuire a ridurre le vittime.

### Spiriti della Rabbia
Gli Spiriti della Rabbia sono un gruppo di quattro potenti creature intrappolate, eoni fa, nei magici “Vasi della Rabbia” dagli antichi stregoni. Essi sono tenuti a obbedire al loro padrone, manifestandosi brevemente nel mondo fisico per punire i nemici. Gli spiriti non sono utilizzabili all'inizio del gioco ma diventano disponibili solo dopo il completamento di alcune quest principali. Inoltre, il giocatore deve completare una missione speciale per ogni spirito al fine di ottenere il suo aiuto, e alcune di queste missioni saranno disponibili solo andando avanti nel gioco.
Gli Spiriti della Rabbia sono tecnicamente delle magie che si aggiornano automaticamente. Ogni spirito possiede quattro differenti abilità (incantesimi) e diventa più potente e meno costoso da evocare man mano che acquisisce esperienza attraverso l'uccisione dei nemici. Ogni Spirito guadagna esperienza in modo indipendente e ogni abilità si aggiorna separatamente da quella di un altro Spirito.
Usando queste abilità si esaurisce la rabbia del personaggio, che può essere aumentata solo uccidendo i nemici in combattimento. Più numerose saranno le vittime e più rabbia sarà generata. L'ampio uso degli Spiriti della Rabbia è possibile quindi solo in battaglie difficili, dove muoiono un gran numero di truppe. La rabbia non può essere conservata a lungo tra diverse battaglie in quanto si consuma lentamente nel tempo fino a raggiungere lo zero.

### Matrimonio
Il personaggio del giocatore si può sposare e ci sono diverse opportunità di matrimonio nel gioco. Quando questo si verifica, la moglie del personaggio lo segue ovunque. Una moglie fornisce bonus alle statistiche principali di un personaggio e/o un bonus di combattimento per alcuni tipi di unità. Inoltre, ogni moglie offre quattro slot aggiuntivi per equipaggiamento e artefatti. I tipi di slot per le armi, armature, anelli, mantelli e così via sono diversi per ogni sposa.
Infine, l'eroe e la moglie possono avere figli. Ogni bambino occuperà permanentemente uno degli slot della moglie, ma fornirà anche un bonus. I bonus sono predefiniti per ogni bambino che nascerà in modo casuale. Se l'eroe divorzia, la moglie lo lascerà, portando con sé i bambini, una percentuale di oro del personaggio, e qualsiasi attrezzatura o artefatti che indossava.

## Sviluppo
Nel 2007, la russa 1C Company ha acquistato i diritti di proprietà della serie King’s Bounty e assegnato lo sviluppo alla Katauri Interactive, una piccola società con sede a Vladivostok. Prima del cambio di nome, il titolo provvisorio del gioco era Battle Lord.
Il gioco utilizza una versione modificata di un motore grafico di licenza della società russa, SkyFallen Entertainment.
Il titolo offre una varietà di effetti sonori e musica per le diverse parti del gioco. I brani musicali sono stati scritti dal compositore moscovita Mikhail Kostylev, insieme ad una società partner di Katauri Interactive, la Trihorn Productions.

## Accoglienza
| Rivista                   | Voto                |
| ------------------------- | ------------------- |
| IGN                       | 8.1/10              |
| GameSpy                   | 4.5/5               |
| Multiplayer.it            | 8,9/10              |
| SpazioGames.it            | 7,5/10              |
| Gamesurf                  | 8/10                |
| Aggregatori di recensioni | Media               |
| Metacritic                | 79% (26 recensioni) |

La critica ha accolto positivamente il titolo pur riscontrando alcune criticità. La recensione di IGN di King`s Bounty: The Legend ha elogiato il sistema di combattimento, notando la sua profondità e la necessità per i giocatori di prestare sempre attenzione ai combattimenti. I punti negativi evidenziati riguardano la mancanza di equilibrio nella difficoltà dei combattimenti, con alcuni nemici incredibilmente difficili da sconfiggere in una zona e avversari troppo deboli in altre (sebbene la potenza di una truppa nemica possa essere identificato con il tasto destro del mouse). Nel complesso, il titolo ha ottenuto un punteggio di 8.1/10. La recensione di GameSpy ha evidenziato la grande varietà di truppe disponibili che, insieme agli elementi di personalizzazione del personaggio, aiutano il gioco a essere vario. Come per la recensione di IGN, quella di GameSpy ha osservato la distribuzione insolita di nemici difficili in aree inaspettate. Ciò nonostante, questi problemi sono stati ritenuti di poco conto, assegnando al titolo un punteggio di 4.5 / 5 e il premio "Scelta dell'editore". Una criticità riscontrata dai recensori è la scarsa consistenza della trama e dei dialoghi. Secondo SpazioGames.it la trama è deludente e man mano che si progredisce nel gioco le missioni diventano ripetitive e quasi slegate dalla storia principale. Giudizio simile per Gamesurf, secondo cui la trama è ridotta al minimo e per Multiplayer.it che rileva la scarsa qualità dei dialoghi e dei testi delle missioni che si attesterebbero su livelli medio-bassi. In ogni caso, il giudizio complessivo sul gioco resta positivo grazie al sistema di combattimento e all'elevata longevità del gioco.